# Вірменсько-польські відносини
Вірме́нсько-по́льські відно́сини — це двосторонні міжнародні відносини між Вірменією та Польщею.
У Вірменії є посольство у Варшаві. У Польщі є посольство в Єревані. Польща визнає́ геноцид вірмен.

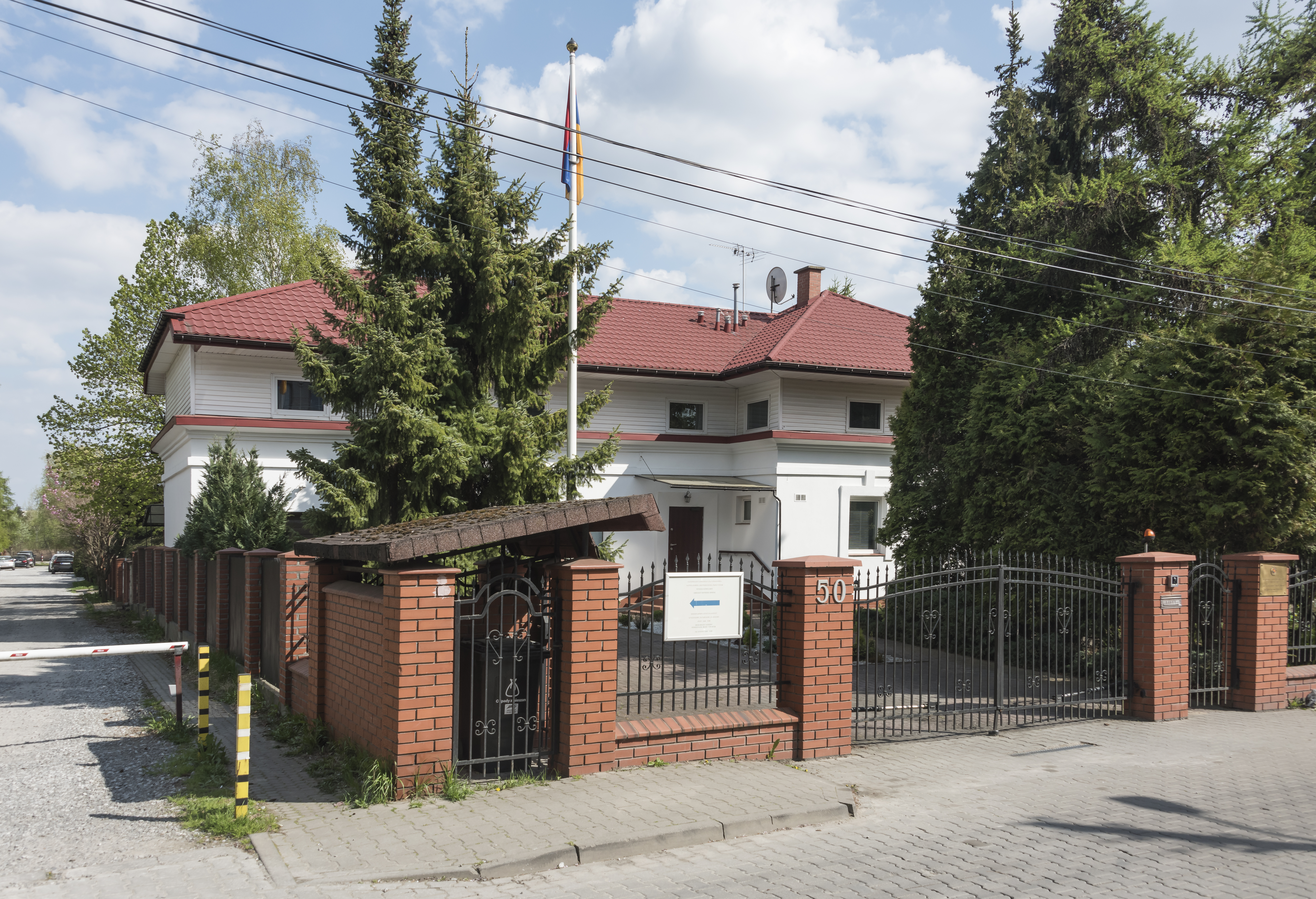
Посольство Вірменії у Варшаві

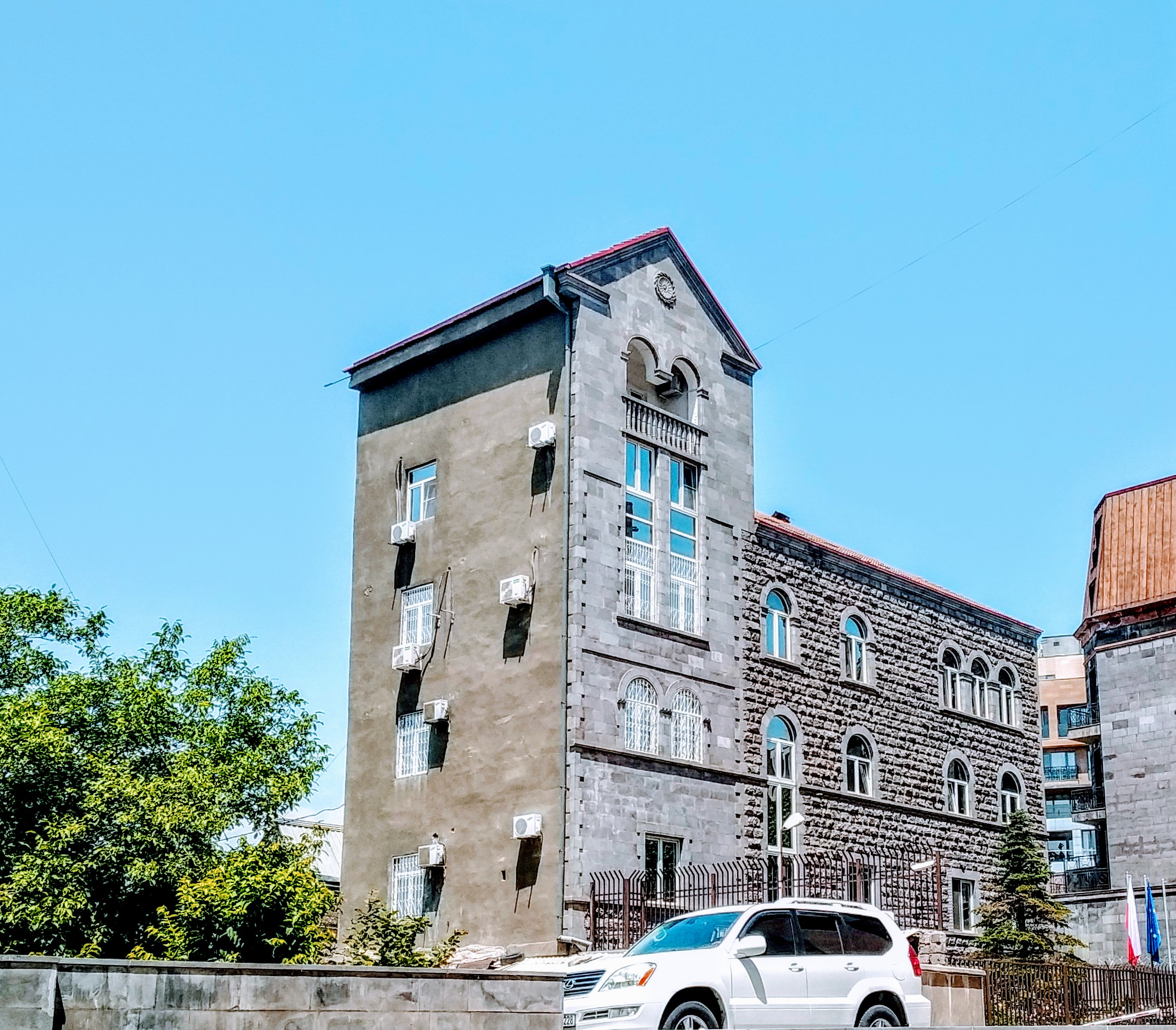
Польське посольство в Єревані

Польські компанії, такі як Lubawa SA також співпрацюють з урядом Вірменії. Lubawa-Вірменія та Міністерство оборони Вірменії успішно створили підприємство по забезпеченню бронежилетами, шоломами, обманками транспортних засобів та наметами Збройних Сил Вірменії, яке відкриває для польських компаній портал по підтримці й отриманню доступу до євразійських ринків.
Російські, польські та вірменські новинні ресурси також повідомляли про те, що польська компанія розпочала перетворення вірменських Т-72 на PT72U — модифікації PT-91 Tawdry.
Основним продуктом імпорту Вірменії з Польщі є вишні.

## дипломатичні представництва
- Вірменія має посольство у Варшаві.
- Польща має посольство в Єревані.